# Paul Helbronner
Pour les articles homonymes, voir Helbronner.
Paul Helbronner est un polytechnicien, alpiniste et géodésiste français, né à Compiègne dans l'Oise le 24 avril 1871 et mort à Paris le 18 octobre 1938,. De 1903 à 1928, il mène vingt-deux campagnes de relevés aboutissant à une modélisation géodésique de l'ensemble des Alpes françaises et de la Corse. Sous le titre Description géométrique détaillée des Alpes françaises, il publie ce travail monumental en douze tomes et deux albums annexes entre 1910 et 1939 (dernier tome publié à titre posthume). Sur proposition de l’Académie des sciences, son nom a été donné à la pointe Helbronner dans le massif du Mont-Blanc. Celle-ci sert de point d’appui et d'escale au téléphérique assurant la liaison entre Chamonix, l’aiguille du Midi et Courmayeur,. Il est président d'honneur de la Société française de photographie de 1929 à 1931.

## Biographie

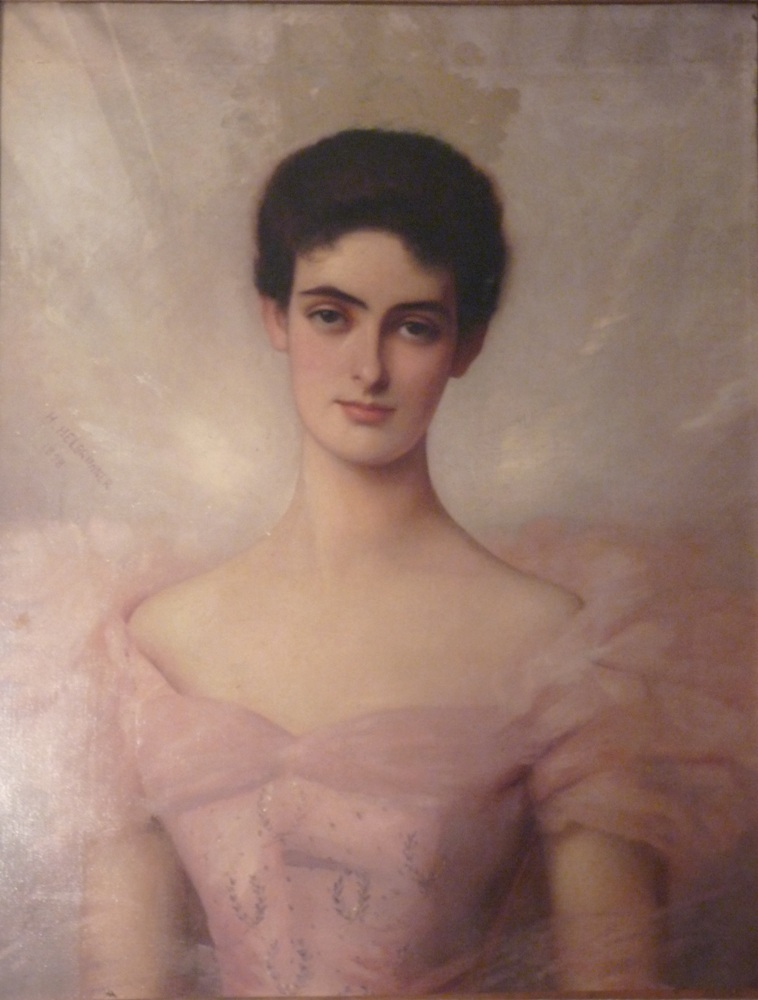
Portrait de son épouse, née Hélène Fould.

Paul Helbronner est le fils d’Horace Helbronner, avocat à la cour d'appel de Paris, et d’Hermance Saint-Paul, artiste peintre qui expose au Salon des Artistes français de 1868 à 1889. Son frère Jacques Helbronner a été président de Section au Conseil d'État jusqu'en octobre 1940, puis président du Consistoire central israélite de France jusqu'à sa déportation en mars 1943. Paul et Jacques Helbronner sont les neveux du géologue et minéralogiste Auguste Michel-Lévy. Après des études à l'école Monge (aujourd'hui lycée Carnot), Paul Helbronner est reçu en 1892 à l'École polytechnique. Il en sort en 1894 dans l'Artillerie dont il démissionne en 1897. En 1898, il épouse Hélène Fould, fille d'Ernestine Dupont et d’Alphonse Fould, maître de forges des Aciéries de Pompey en Lorraine et sœur de René Fould ; après quelques années passées dans cette entreprise, il quitte ces fonctions pour se consacrer à sa passion pour la montagne. Il est le beau-père de Charles Mayer, de Simon Lazard et de Jacques Bensaude.

### Alpiniste et topographe
Initié à la montagne par son oncle le géologue Auguste Michel-Lévy, puis encouragé par Joseph et Henri Vallot, il fait partie d'un groupe de topographes et alpinistes français qui n'étaient pas satisfaits des cartes officielles des Alpes. Celles-ci contenaient peu de relevés détaillés et précis de la haute montagne qui avait été considérée jusque-là plutôt comme un obstacle. En décembre 1902, il propose au Club alpin français d'établir des cartes à grande échelle (1:40 000 ou 1:50 000) des Alpes françaises. Une Commission de topographie est alors créée par la Direction centrale du CAF, qui se réunit pour la première fois le 2 février 1903,.

Représentation panoramique du sommet du Pelvoux. Aquarelle en photogravure de Paul Helbronner dessinée d'après ses clichés photographiques.

Helbronner se lance dans cette aventure qui lui parait fondamentale, avec au départ ses seuls moyens financiers puis, au terme de quelques années, avec un soutien de l'armée. Les deux premières campagnes de relevés se déroulent lors des étés 1903 et 1904, réalisant des triangulations dans le massif de Belledonne pour appuyer les relevés des autres membres de la commission. En 1906, il entreprend une triangulation cohérente reliant le massif des Écrins à la triangulation du massif du Mont-Blanc faite par Henri, frère de Joseph Vallot. Pour cela, il gravit le Grand Pic de la Meije, accompagné de 5 guides et porteurs, chargés d'appareils photographiques, de théodolites et autres instruments de mesure. Les triangulations sont ensuite étendues à l’ensemble des Alpes en suivant un plan méthodique. Elles ne seront achevées qu’en 1928. Le bilan de ce travail est titanesque pour un homme seul : il a occupé, ou visé et calculé 8 500 points de géodésie couvrant 18 500 km2 en utilisant des triangulations à partir de 1 818 stations, dont 151 au-dessus de 3 000 m d'altitude et 15 500 clichés photographiques. En outre, il réalise une série d'aquarelles en photogravure, de panoramas dessinés d'après clichés photographiques avec une remarquable recherche du détail et de la couleur.
Pendant la Première Guerre mondiale, il interrompt son œuvre et réalise une organisation topographique du tir d’artillerie sur le front de la Somme, transportant son théodolite en plus de 132 stations. En 1917, il crée et organise une Section d’Expériences de Tir en montagne.

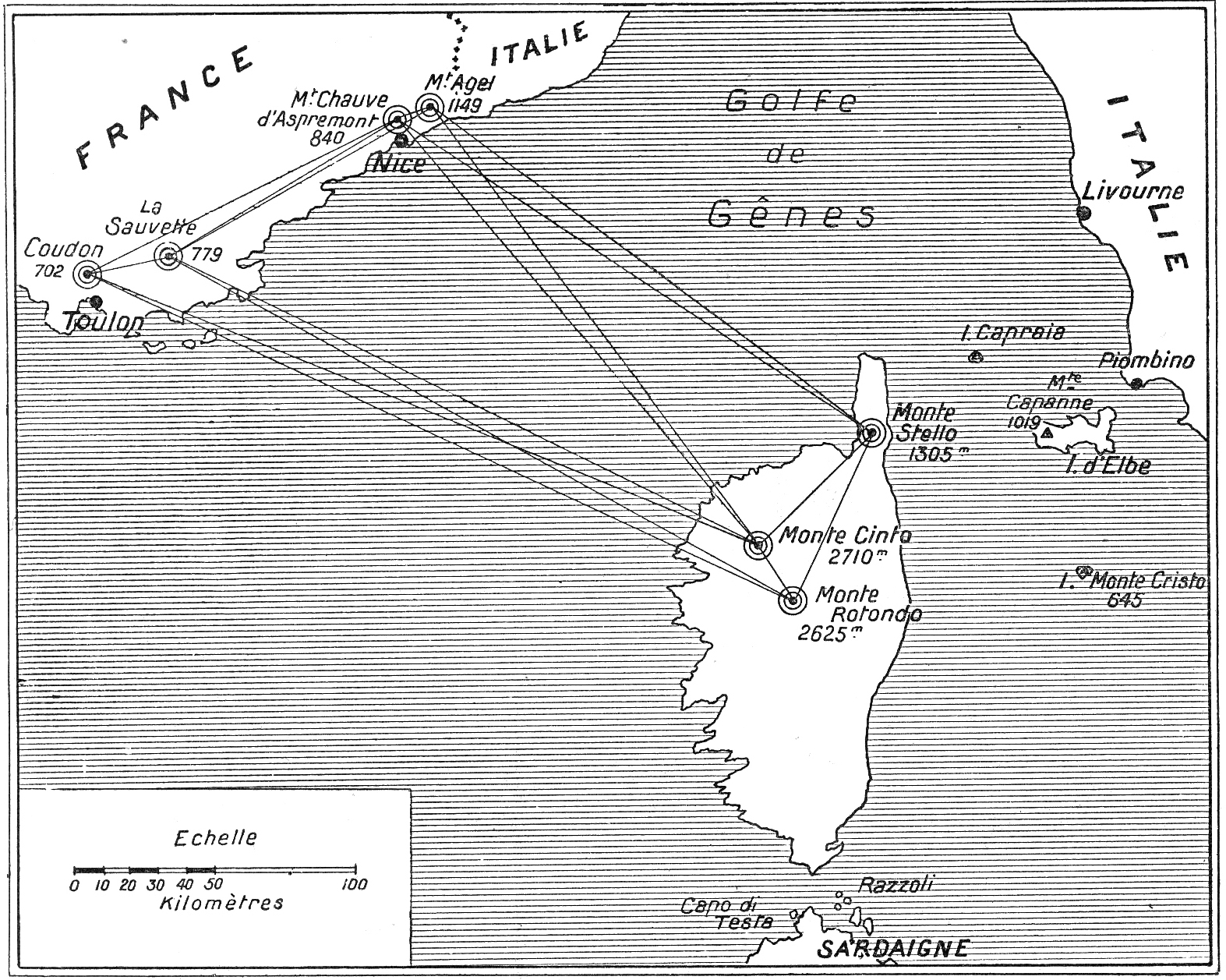
Plan de la jonction géodésique directe de la Corse à la France Continentale réalisée par Paul Helbronner

En 1925, Helbronner procède à la jonction géodésique directe de la Corse à la chaine méridienne des Alpes,. Pour cela, il réalise pendant l'été 1925 une série de visées à partir de 4 stations choisies sur le Continent et de 3 autres installées sur trois sommets de la Corse. Ses mesures correspondent, à quelques centimètres près, à celles acceptées aujourd'hui. L'abri Helbronner du Monte Rotondo est une trace matérielle toujours visible de cette aventure.
Le résultat de ses travaux est publié à compte d’auteur entre 1935 et 1938 dans une monumentale Description géométrique détaillée des Alpes françaises en 12 gros volumes qui comportent de nombreux commentaires et 2 albums de panoramas des Alpes, pris depuis les sommets qu’il gravissait.

### Un bibliophile spécialisé

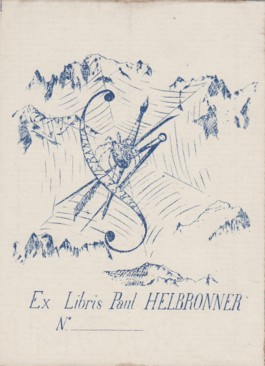
Ex libris des ouvrages de la bibliothèque de Paul Helbronner

Paul Helbronner s'est constitué une importante bibliothèque contenant des incunables et divers ouvrages anciens consacrés à la cartographie. Il s'est créé un ex-libris faisant allusion à son œuvre :
- la toile d'araignée fait référence à la triangulation qui forme comme une toile sur les Alpes ;
- le compas est l'outil du cartographe, le pinceau évoque le goût de Paul Helbronner pour la peinture. Il est l'auteur de spectaculaires panoramas peints d'après photos depuis le mont Blanc et le Pelvoux ;
- la devise : perseverentia est une allusion directe à la qualité première qu'il lui a fallu pour mener à bien un travail titanesque ;
- les profils de montagne représentent les principaux sommets des Alpes. On reconnaît : le mont Blanc, la Meije, le Pelvoux (avec un doute) et la Barre des Écrins. Deux sommets ne sont pas identifiés[16].

### Un académicien cultivant d'illustres relations
Dans les années 1920, il conseille sa cousine, la baronne Noémie de Rothschild, dans le choix de Megève pour y construire l’hôtel du Mont d’Arbois. Ce fut le commencement des stations de sports d’hiver françaises. Il entretient aussi une correspondance suivie avec le Roi Albert Ier de Belgique et avec le pape Pie XI, tous deux très férus de montagne.
Paul Helbronner est élu, sur proposition de Paul Appell, membre de l'Académie des sciences le 30 mai 1927 (division des académiciens libres) et membre du Bureau des longitudes. Excellent dessinateur, il profite des séances à l’Académie pour « croquer » ses collègues, et réaliser deux savoureux recueils de portraits, dont « Profils de confrères ». 
À son décès, il lègue à l’Institut de France la totalité des archives concernant son activité de géodésien, ses notes de calcul, des milliers de photos et son matériel de campement. Ce legs est maintenant réparti pour l'essentiel au Musée dauphinois à Grenoble, qui en est le dépositaire, et une petite partie au Musée Alpin à Chamonix.

## Œuvres

### Principaux ouvrages et publications
- Une semaine au mont Blanc, août 1893, G. Steinheil éd. 1894.
- « Ascension de l'Aiguille des glaciers, 3,834 mètres », in l'Annuaire du Club alpin français, 21e vol. 1894 [présentation en ligne].
- Téléphotographie simple et stéréoscopique en montagne, P. Renouard, Paris, 1903.
- L'Histoire des cartes géographiques et procédés actuels de leur établissement en haute montagne, P. Pierron, Nancy, 1906.
- « Une toile d'araignée sur les Alpes françaises » in Groupe parisien de l'X, 6e année, no 3, décembre 1908, Gauthier-Villars, Paris, 1908.
- « Au cours de l'exécution de la chaîne méridienne de précision de Savoie, notes sur ma 5e campagne géodésique dans les hautes régions des Alpes françaises », in la Montagne du 20 janvier 1908, disponible à la BNF.
- « Au Galenstock (3,597 m) », in la Revue des Alpes dauphinoises, no 10 et 11 de la 12e année, 1910, disponible à la BNF.
- « La jonction géodésique de la Corse au continent français » in l'Astronomie, Bulletin de la Société astronomique de France, octobre 1926.
- Description géométrique détaillée des Alpes françaises (OCLC 457782141)
  - Tome I Chaîne Méridienne des Alpes (campagnes 1907-08) Gauthier-Villars, Paris, 1910.
  - Tome II Massifs du Chablais et du Faucigny. Versant français du Massif du Mont-Blanc Gauthier-Villars, Paris, 1930. (campagnes 1914-19-20-21)
  - Album-Annexe du tome II Massif du Mont-Blanc (campagnes 1890-3), Gauthier-Villars, Paris, 1921.
  - Tome III Massifs entre Arve et Isère (campagnes 1912-13) Gauthier-Villars, Paris, 1931.
  - Tome IV Massifs des Bauges et de la Grande Chartreuse (campagne 1911-12-13) Gauthier-Villars, Paris, 1931.
  - Tome V Massifs d’Allevard, des Sept Laux, de Belledonne, des Grandes Rousses et des Arves (campagnes 1903-04-05-09) Gauthier-Villars, Paris, 1931.
  - Tome VI Massifs de Tarentaise (campagnes 1908-09-11-12) Gauthier-Villars, Paris, 1932.
  - Tome VII Massif de la Haute-Maurienne (campagnes 1908-09) Gauthier-Villars, Paris, 1932.
  - Tome VIII Chaîne Méridienne de Dauphiné-Provence (campagnes 1921-22-23) Gauthier-Villars, Paris, 1925.
  - Tome IX Jonction géodésique directe de la Corse au continent français, Chaîne méridienne de corse, Mesure de l’arc de méridien des Alpes françaises. (campagnes 1925-26-28) Gauthier-Villars, Paris, 1929.
  - Tome X  Massifs du Champsaur, du Devoluy, des Écrins et du Pelvoux (campagnes 1904-05-06-18-21-22) Gauthier-Villars, Paris, 1935.
    - Au Travail sur le Grand Pic de la Meije, 31 juillet 1906 Résumé Extrait du Tome X de la Description géométrique détaillée des Alpes françaises, Gauthier-Villars, Paris, 1935.

  - Album-Annexe du Tome X Panoramas du Pelvoux (campagne 1902) Gauthier-Villars, Paris, 1934.
  - Tome XI Massifs orientaux de la Haute-Durance et massifs de l’Ubaye (campagnes 1905-21-22-23-24) Gauthier-Villars, Paris, 1938.
  - Tome XII Massifs des Alpes maritimes et tables générales (campagnes 1923-24-25-26-27) Gauthier-Villars, Paris, 1939.

## Décorations
- Commandeur de la Légion d'honneur (31 décembre 1935)
- Croix de guerre 1914–1918
- Officier de l'Instruction publique

### Documentaire
- Film sur des « Expériences de tirs en haute montagne », tourné en 1917 [voir en ligne]